# Ringer-Weltmeisterschaften 1911
Die Ringer-Weltmeisterschaften 1911 fanden vom 25. bis zum 28. März 1911 in Helsinki statt. Die Ringer wurden in fünf Gewichtsklassen unterteilt. Gerungen wurde im damals üblichen griechisch-römischen Stil. Die erstmalige Austragung außerhalb des Deutschen Reichs oder Österreichs führte zu zahlreichen Protesten, woraufhin 1911 noch vier weitere, inoffizielle Weltmeisterschaften ausgetragen wurden.

## Medaillengewinner
| Klasse | Gold             | Silber            | Bronze             |
| ------ | ---------------- | ----------------- | ------------------ |
| -60 kg | Antti Hyvönen    | Hermanni Parikka  | Ilmari Lehmusvirta |
| -67 kg | Nestori Tuominen | Gustaf Malmström  | Paul Tirkkonen     |
| -73 kg | Eemeli Väre      | Theodor Tirkkonen | Alfred Salonen     |
| -83 kg | Alfred Asikainen | Anders Ahlgren    | Arvo Lumme         |
| +83 kg | Yrjö Saarela     | Adolf Lindfors    | Alex Järvinen      |

## Medaillenspiegel
| Rang | Land                    | Gold | Silber | Bronze |
| ---- | ----------------------- | ---- | ------ | ------ |
| 1    | Großfürstentum Finnland | 5    | 3      | 5      |
| 2    | Schweden                | 0    | 2      | 0      |